# Dasytrogus aruktavicus
Dasytrogus aruktavicus är en skalbaggsart som beskrevs av Nikolajev 1976. Dasytrogus aruktavicus ingår i släktet Dasytrogus och familjen Melolonthidae. Inga underarter finns listade i Catalogue of Life.